# Herman Gustaf Turitz

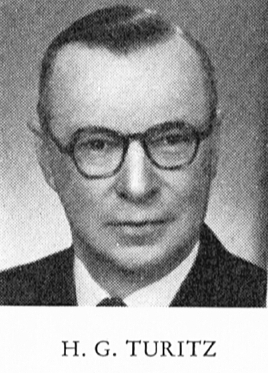
Herman Gustav Turitz

Herman Gustav Turitz, kurz meist H.G. Turitz (* 25. Mai 1884 in Skön, Västernorrland; † 1957) war ein schwedischer Einzelhandelsunternehmer.
Die Familie Turitz gehörte der zweiten jüdischen Einwanderungswelle nach Schweden an, die durch die ab 1870 einsetzenden Pogrome im zaristischen Russland ausgelöst wurde. H G Turitz genoss eine kaufmännische Ausbildung in Schweden und informierte sich über die aktuellen Trends im Einzelhandel auf Reisen nach Deutschland, Frankreich, Großbritannien und in die USA. Er gründete 1909 im Alter von 25 Jahren den American Bazaar in Göteborg, einen „15-Öresbazar“ (Einheitspreisladen, wo alles 15 Öre kostete). Vier Jahre später kaufte er seinen größten lokalen Konkurrenten, den Grand Bazar und wenig später auch die Glasfabrik Berghems glasbruk in Småland. 1918 wurde die Aktiengesellschaft Turitz & Co gegründet, mit etwa 400 Beschäftigten zu Ende der 1920er Jahre.
Zu diesem Zeitpunkt führten Turitz aber auch Josef Sachs, der Gründer der Nordiska Kompaniet unabhängig voneinander Gespräche mit deutschen Partnern wegen der Lancierung einer schwedischen Warenhauskette nach dem Modell Woolworth. Letztlich entschieden sie sich jedoch für eine innerschwedische Partnerschaft. 1930 wurde die Enhetsprisaktiebolaget, kurz EPA, gegründet. Die ersten Filialen öffneten kurz vor Weihnachten 1930 in Örebro, Stockholm und Västerås. Die Initiative begegnete allerdings massivem Widerstand seitens der mittelständischen Konkurrenz. Die Zeitung Köpmannen (Der Kaufmann) agitierte etwa mit antisemitischem Unterton gegen die neuen Billigläden. Es gab Boykottaufrufe betreffend die Lieferanten, die zum Teil Erfolg hatten. Vor allem die schwedische Porzellanindustrie weigerte sich standhaft, EPA zu beliefern. Es wurden auch Versuche unternommen, Einheitspreisläden in Schweden gesetzlich zu verbieten. Eine entsprechende Regierungskommission wurde eingesetzt. In den Jahren 1939 bis 1941 machte sich auch Druck aus NS-Deutschland bemerkbar. Unter diesem Druck aber auch angesichts wirtschaftlicher Schwierigkeiten musste Turitz zur Jahreswende 1940–1941 als Generaldirektor der EPA zurücktreten.